# Katarzyna Earnshaw
Katarzyna Earnshaw, po mężu Linton (ang. Catherine Earnshaw) – postać fikcyjna, główna postać kobieca powieści Emily Brontë pt. Wichrowe Wzgórza. Była panną ze starego angielskiego rodu Earnshawów i siostrą Hindleya. Kochała znajdę Heathcliffa, przygarniętego przez jej ojca, jednak zdecydowała się poślubić zamożnego Edgara Lintona. Wyrzeczenie się miłości stało się jej przekleństwem; umarła młodo, a po śmierci jej duch dręczył Heathcliffa. 

## Historia
Katarzyna Earnshaw urodziła się w 1765 roku w starej, ziemiańskiej rodzinie, posiadającej majątek o nazwie Wichrowe Wzgórza w hrabstwie Yorkshire. Miała dwóch braci: starszego o 8 lat Hindleya i zmarłego we wczesnym dzieciństwie Heathcliffa. Gdy miała 6 lat, jej ojciec przygarnął (wbrew woli swej żony, która zmarła 2 lata później) zagubionego cygańskiego chłopca, któremu nadał imię po tym właśnie zmarłym synku. Mimo początkowej niechęci Katy z czasem bardzo przywiązała się do przybranego brata, stali się nierozłącznymi przyjaciółmi. Ich wspólne szczęśliwe dzieciństwo zakończyło się wraz ze śmiercią starego pana Earnshaw w 1777 roku. Hindley, nowy dziedzic Wichrowych Wzgórz, który zawsze nienawidził Heathcliffa, uważając, że ten kradnie mu miłość ojca, wykorzystuje teraz okazję, by się zemścić: przepędza chłopca z domu do stajni i zmusza do pracy w polu, zmieniając go w parobka. Nie zraża to jednak Katy, która pozostaje wierną towarzyszką Heathcliffa. Wykorzystując fakt, że Hindley zupełnie nie interesuje się ich wychowaniem, dzieci spędzają całe dnie włócząc się po wrzosowiskach. Podczas jednej z takich wypraw trafiają do Drozdowego Gniazda – dworu Lintonów, najbogatszej rodziny w okolicy. Katarzyna zostaje tam pogryziona przez psa. Lintonowie oburzeni tym, jak Hindley zaniedbuje siostrę, proponują jej kilkutygodniowy pobyt w swoim domu, na co ona się zgadza, jednak Heathcliffa jako – sługę – wypędzają. 
Pięć tygodni później Katy wraca do domu, jednak nie jest już małą, biegającą po wrzosowiskach dzikuską, ale elegancką młodą damą. Choć wciąż jest równie przywiązana do Heathcliffa, od tej pory utrzymuje też znajomość z bogatymi, pełnymi ogłady dziećmi państwa Linton – Izabelą i Edgarem, który jest w niej zakochany i – gdy Katy kończy 15 lat – prosi ją o rękę. Dziewczyna zgadza się, bo jest ambitna i pragnie zostać największą damą w okolicy, jednak, jak wyznaje swej służącej i przyjaciółce Nelly Dean, naprawdę kocha tylko Heathcliffa, którego dusza jest identyczna z jej własną, podczas gdy z Edgarem, choć go lubi, nie ma jednak nic wspólnego. Mówi też, że gdyby Hindley nie zrobił z Heathcliffa parobka, nie poślubiłaby Edgara, ale teraz poniżyłaby się wychodząc za Heathcliffa. Chłopiec, który przypadkiem podsłuchał jej zwierzenia, ucieka z Wichrowych Wzgórz. Katarzyna jest zrozpaczona, czekając na niego w deszczu zaziębia się i dostaje tyfusu. Wychodzi zwycięsko z tej ciężkiej choroby, lecz lekarz zapowiada, że w przyszłości nie należy jej zbytnio drażnić. 
Mijają trzy lata, w trakcie których Heathcliff nie daje znaku życia i Katy wychodzi za Edgara. Zostaje panią na Drozdowym Gnieździe, otoczona miłością męża i jego siostry. Pół roku po jej ślubie Heathcliff wraca, ale zmieniony – bogaty i elegancki. Jego przyjaźń z Katarzyną odżywa i Heathcliff staje się częstym gościem w Drozdowym Gnieździe, gdzie zakochuje się w nim Izabela. Katy, w obecności Heathcliffa, naśmiewa się z tego uczucia, przekonana, że Heathcliffowi nie mogłoby nigdy zależeć na Izabeli, co jest prawdą, ale on postanawia wykorzystać dziewczynę, aby przejąć majątek Edgara (Izabela dziedziczy po bracie, jeśli ten nie będzie miał syna). Całuje Izabelę, co wywołuje między nim i zazdrosną Katy kłótnię, do której włącza się Edgar, wyrzucając Heathcliffa ze swego domu i zabraniając mu tam więcej przychodzić. Katarzyna, wściekła na męża, dostaje ataku szału, po czym zamyka się w swoim pokoju na trzy dni, w czasie których dręczą ją złe sny i przywidzenia. Okazuje się, że zapadła na tajemniczą chorobę, zdiagnozowaną jako zapalenie mózgu. Po dwóch miesiącach pozornie przychodzi do siebie, ale jest wyczerpana i przeczuwa, że wkrótce umrze. Świadoma tego Nelly ułatwia jej ostatnie spotkanie z Heathcliffem, podczas którego wyznają sobie miłość i przebaczają wyrządzone krzywdy. Kilka godzin później, 20 marca 1784 r., około godziny drugiej nad ranem, Katarzyna umiera, wkrótce po przedwczesnym urodzeniu córeczki, która nazwana zostaje jej imieniem. Katy zostaje pochowana, zgodnie ze swym życzeniem na skraju cmentarza, w miejscu, gdzie styka się on z wrzosowiskiem. Heathcliff, zrozpaczony po jej śmierci, błaga, by wróciła do niego jako duch. Katy powraca, ale nie przyjmuje widzialnej postaci: Heathcliff czuje jej obecność, ale nie może jej zobaczyć, co doprowadza go niemal do szaleństwa. Uspokaja się dopiero wówczas, gdy 18 lat później wykopuje jej trumnę i jeszcze raz spogląda na jej twarz, niezmienioną dzięki wpływowi torfowiska. Wkrótce potem duch Katy ukazuje się we śnie Lockwoodowi, przybyszowi z miasta nocującemu w jej dawnym pokoju. Przybiera postać małej dziewczynki, która zgubiła drogę na wrzosowiskach, i prosi, by ją wpuścił, na co Lockwood nie pozwala. W końcu pokazuje się Heathcliffowi przez kilka dni, poprzedzających jego tajemniczą śmierć: zostaje znaleziony martwy, w jej dawnym pokoju, przy otwartym oknie, co jasno wskazuje, że Katy zabrała go ze sobą. Zostaje on pochowany koło niej, przy czym boczne deski z ich trumien zostają wyjęte, tak by leżeli rzeczywiście obok siebie. Ich duchy widywane są w Wichrowych Wzgórzach i na wrzosowiskach.